# Tortula californica
Tortula californica är en bladmossart som beskrevs av Edwin Bunting Bartram 1945. Tortula californica ingår i släktet tussmossor, och familjen Pottiaceae. Inga underarter finns listade i Catalogue of Life.